# Hotel Kaiserhof (Berlin)

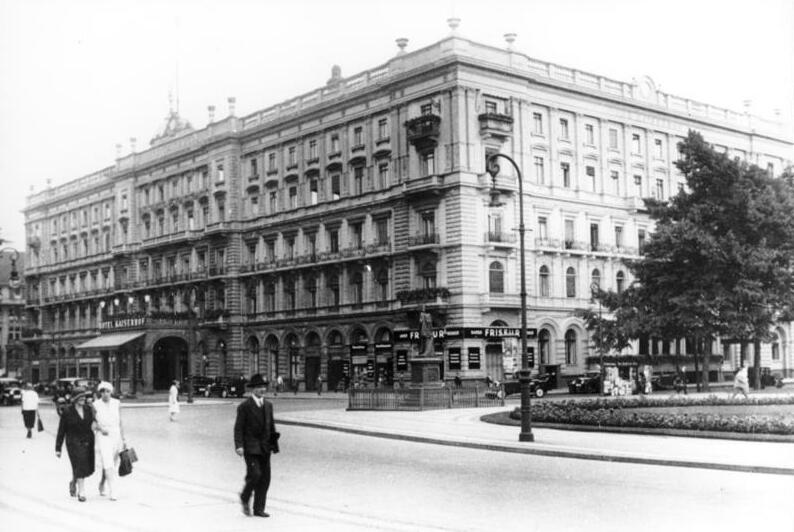
Das Hotel Kaiserhof, 1931

Das Hotel Kaiserhof war das erste Luxushotel in Berlin. Es stand am Wilhelmplatz 3–5 schräg gegenüber der Reichskanzlei im damaligen Berliner Regierungsviertel. Das Hotel wurde im Oktober 1875 eröffnet und am 23. November 1943 durch mehrere Bombeneinschläge zerstört.

## Geschichte
Erbaut wurde das erste Berliner Grandhotel von der 1872 gegründeten Berliner Hotel AG (später Berliner Hotelgesellschaft). Das Berliner Architekturbüro von der Hude & Hennicke führte den Auftrag von 1873 bis 1875 aus. Bereits wenige Tage nach der Eröffnung am 1. Oktober 1875 zerstörte ein Großbrand das Haus. Die Wiedereröffnung fand 1876 statt. Vor Eröffnung besichtigte Kaiser Wilhelm I. mit dem Prinzen Carl von Preußen das erste weltstädtische Hotel in Berlin.
Der Kaiserhof verfügte über 260 Zimmer, diese wiesen eine moderne und luxuriöse Ausstattung auf: So war der Kaiserhof das erste Berliner Hotel, das seine Zimmer mit eigenen Badezimmern, elektrischem Licht und später sogar Telefonen ausstattete. Die gesamte Ausstattung stammte ursprünglich aus den Hotels Britannia und Donau in Wien, welche nach der Weltausstellung im Jahr 1873 pleitegegangen waren. Im Hotel gab es Dampfheizungen, pneumatische Lifts und für die damalige Zeit hochmoderne Gasherde. Der Strom kam aus dem von Siemens & Halske 1886 für die Städtischen Electricitäts-Werke gebauten zweiten Berliner Elektrizitätswerk in der Mauerstraße 80. Dem Hotel angeschlossen war ein eigenes Romanisches Café des Wiener Cafétiers Mathias Bauer, in dem Gäste und Besucher verweilen konnten. Außerdem betrieb das Hotel eine sogenannte Stadtküche, also einen Catering-Dienst, der einzelne Speisen, aber auch ganze Menüs für größere Gesellschaften außer Haus lieferte.
Im Jahr 1878 war der Kaiserhof der Schauplatz des von Bismarck initiierten Berliner Kongresses. Ab 1907 entstand dem Kaiserhof mit dem Hotel Adlon am Pariser Platz eine ernste Konkurrenz, die ihm allmählich den Rang des „ersten Hotels am Platze“ ablief.

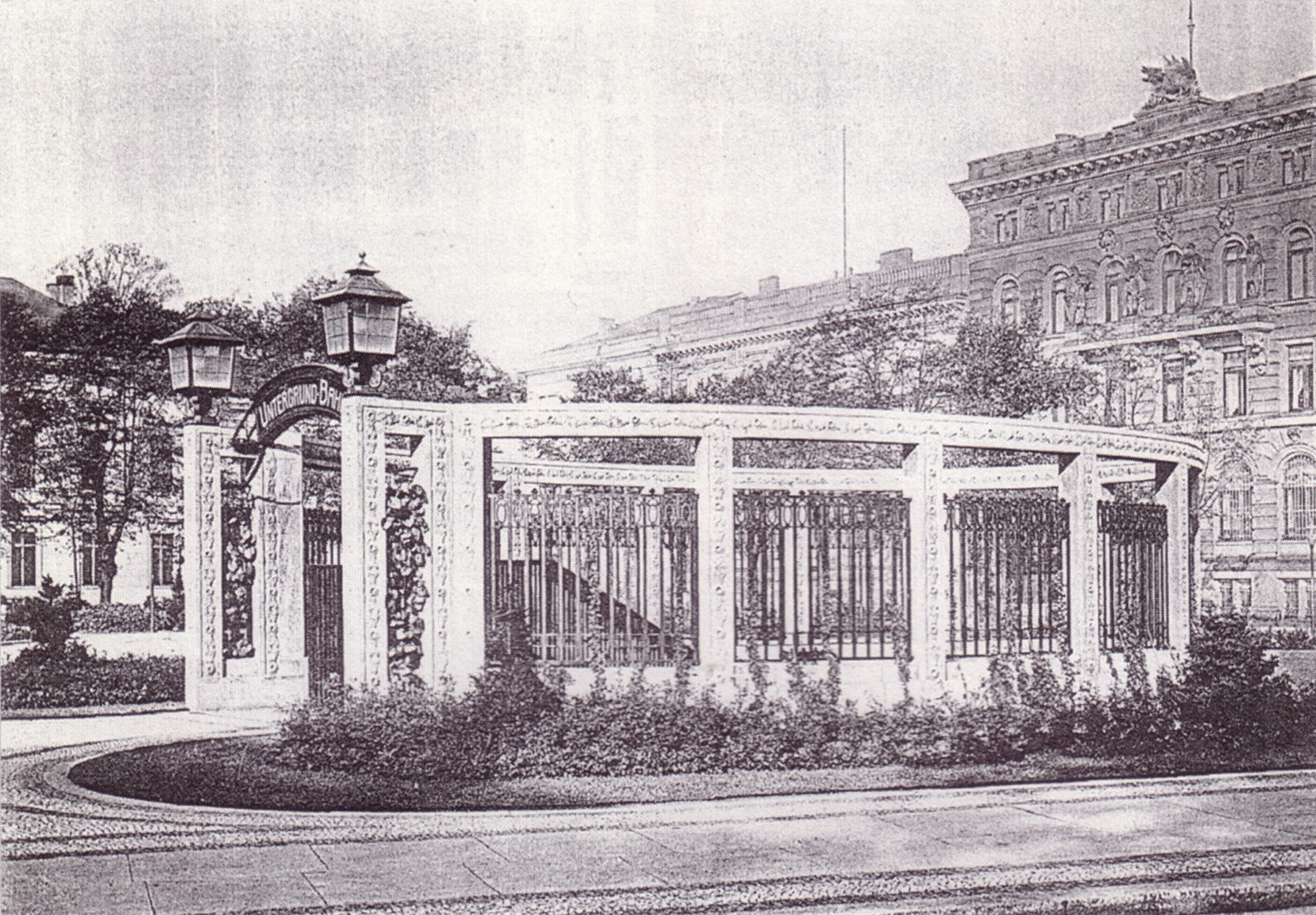
Beim Bau der „Spittelmarktlinie“ gestaltete die Hochbahngesellschaft 1908 den Eingang zur Station Kaiserhof der noblen Umgebung des Hotels entsprechend

Welche Bedeutung und Bekanntheit das Hotel hatte, lässt sich auch daran erkennen, dass der U-Bahnhof unter dem Wilhelmplatz der am 1. Oktober 1908 eröffneten Spittelmarktlinie (heutige U-Bahn-Linie 2) den Namen „Kaiserhof“ erhielt (heute: U-Bahnhof Mohrenstraße).
Die glanzvollen Jahre des Hotels mit Staatsgästen und prunkvollen Empfängen gingen in der Wirtschaftskrise der frühen Weimarer Republik bald vorüber.
Die Aschinger AG erwarb 1924 die Mehrheitsbeteiligung an der Berliner Hotelgesellschaft, die auch das Hotel Baltic betrieb. Der Kaiserhof arbeitete allerdings defizitär und brachte den Konzern in finanzielle Schwierigkeiten. Ein Verkauf des Hotels an das Deutsche Reich scheiterte 1926. Mit dem Erwerb der Hotelbetriebs-Aktiengesellschaft sicherte sich der Aschinger-Konzern weitere Hotels der Luxuskategorie wie die Hotels Bristol, Bellevue und das Central-Hotel. Durch finanzielle Umschichtungen innerhalb des Konzerns übernahm die Hotelbetriebs AG dann die Berliner Hotelgesellschaft. Ein Ausbau durch Aufstockung des Gebäudes war vorgesehen, zu dem der Architekt Hans Poelzig detaillierte Pläne lieferte.
Die Gründung der Deutschen Luft Hansa Aktiengesellschaft fand im Januar 1926 im Kaiserhof statt. Sie ging aus der Fusion der „Junkers Luftverkehr“ und „Aero Lloyd“ hervor.

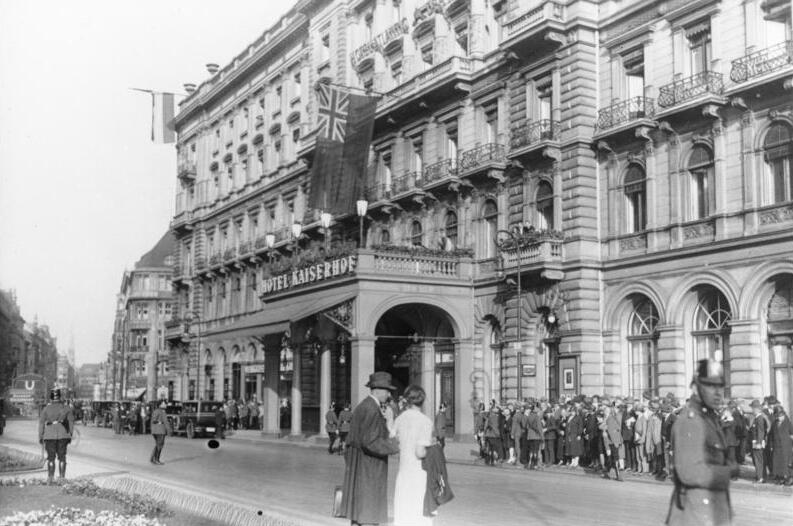
Haupteingang am Zietenplatz auf der Nordseite, 1928

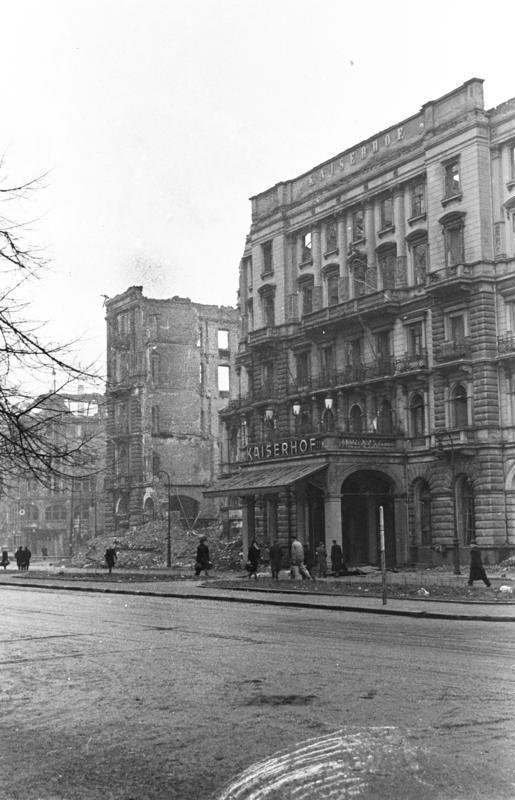
Die Ruine des Hotels Anfang Februar 1945

In den 1920er Jahren sympathisierten die Betreiber mit den rechtsnationalen Strömungen und öffneten ihr Haus für Gruppierungen, die sich gegen die Weimarer Republik wandten. Äußeres Zeichen dafür war die schwarz-weiß-rote Flagge, die statt der schwarz-rot-goldenen gehisst wurde. Gleichzeitig fungierte das Hotel aber auch als Tagungsstätte des liberal-bürgerlichen „SeSiSo-Clubs“, aus dem später der Solf-Kreis hervorging. Viktoria von Dirksen, die zweite Frau des Diplomaten Willibald von Dirksen, veranstaltete im Hotel „Donnerstagssoireen“ für den „Nationalen Klub“, an denen auch Adolf Hitler teilnahm. 1931 fand ein Treffen deutscher Großindustrieller mit Hitler in dessen Suite statt. 1932 wohnte Hitler dann permanent in diesem Hotel. Von hier aus konzipierte und koordinierte er den Wahlkampf. Das obere Stockwerk des Hotels wurde zur provisorischen Parteizentrale der NSDAP.
Die Einbürgerung Adolf Hitlers für seine Kandidatur bei der Reichspräsidentenwahl 1932 geschah ebenfalls im Hotel Kaiserhof, wo der zu diesem Zeitpunkt auf eigenes Betreiben hin Staatenlose am 25. Februar 1932 in einer feierlichen Zeremonie zum Regierungsrat des Freistaats Braunschweig ernannt wurde.
Auch weitere NSDAP-Funktionäre wohnten im Hotel. Hermann Göring feierte im April 1935 im Kaiserhof prunkvoll seine Hochzeit mit seiner zweiten Ehefrau Emmy Sonnemann. Ein Erinnerungsbuch von Joseph Goebbels über „Kampfzeit“ und „Machtergreifung“ trug den doppelsinnigen Titel Vom Kaiserhof zur Reichskanzlei (einfach nur kurz über den Wilhelmplatz).
Im November 1943 wurde der Kaiserhof bei einem Luftangriff der Royal Air Force von mehreren Fliegerbomben getroffen und schwer beschädigt. Die Ruine wurde später abgerissen.
Auf dem Grundstück baute Nordkorea 1974 sein Botschaftsgebäude in der DDR. Seit der Wiederaufnahme der diplomatischen Beziehungen mit der Bundesrepublik Deutschland 2001 befindet sich hier wieder die Botschaft Nordkoreas.

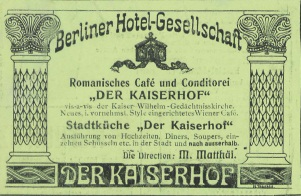
Anzeige des Hotels Kaiserhof, 1903
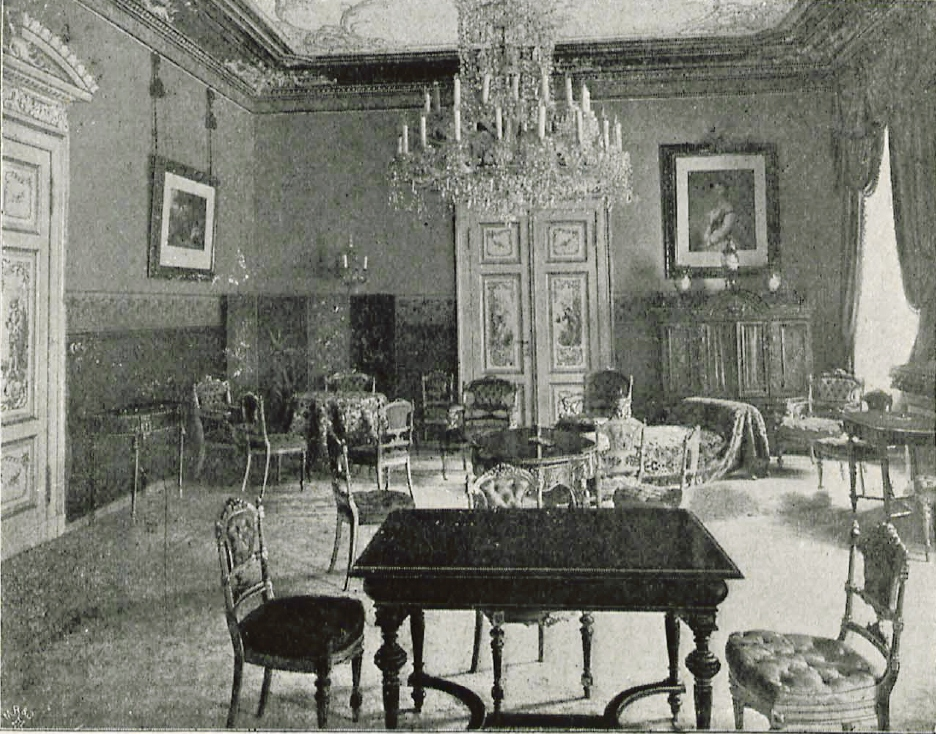
Empfangssalon für Gespräche mit Geschäftspartnern, Besuchern oder Freunden
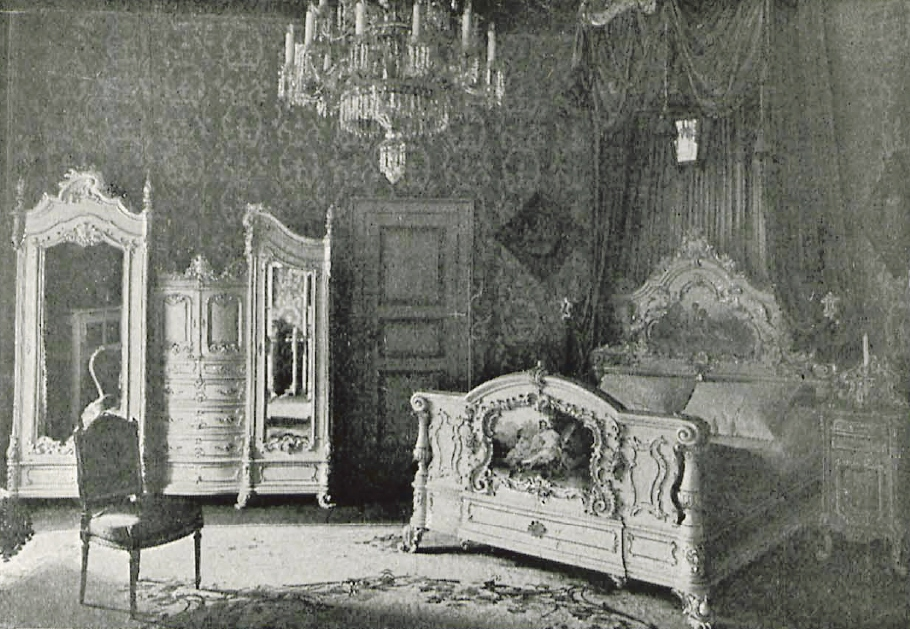
Luxuriöses Schlafzimmer der oberen Preisklasse, 1904
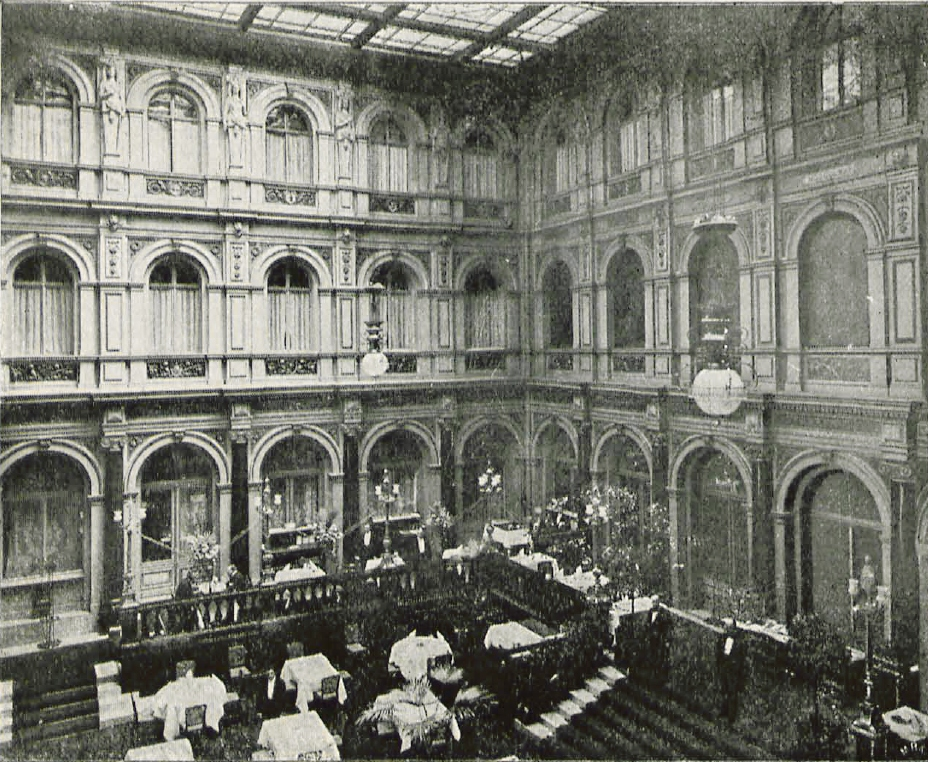
Blick auf das Restaurant des Hotels, das sich im überdachten Innenhof befand
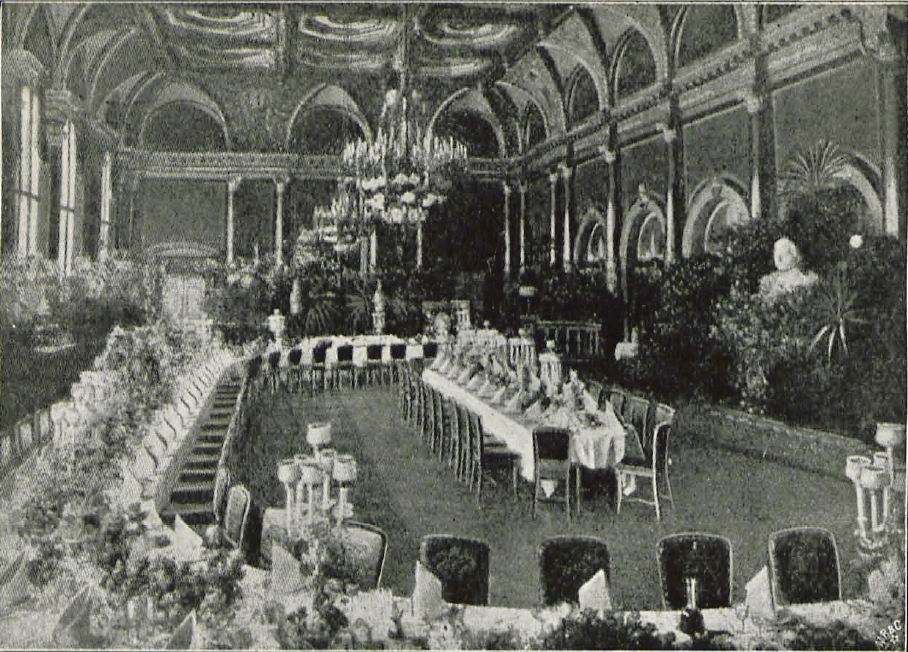
Der Festsaal